# Pazo de los Marqueses de Aranda
El pazo de los Marqueses de Aranda es un pazo barroco del siglo XVIII situado en la calle Real de la ciudad española de Pontevedra, frente a la plaza de Teucro, en pleno centro histórico.

## Historia

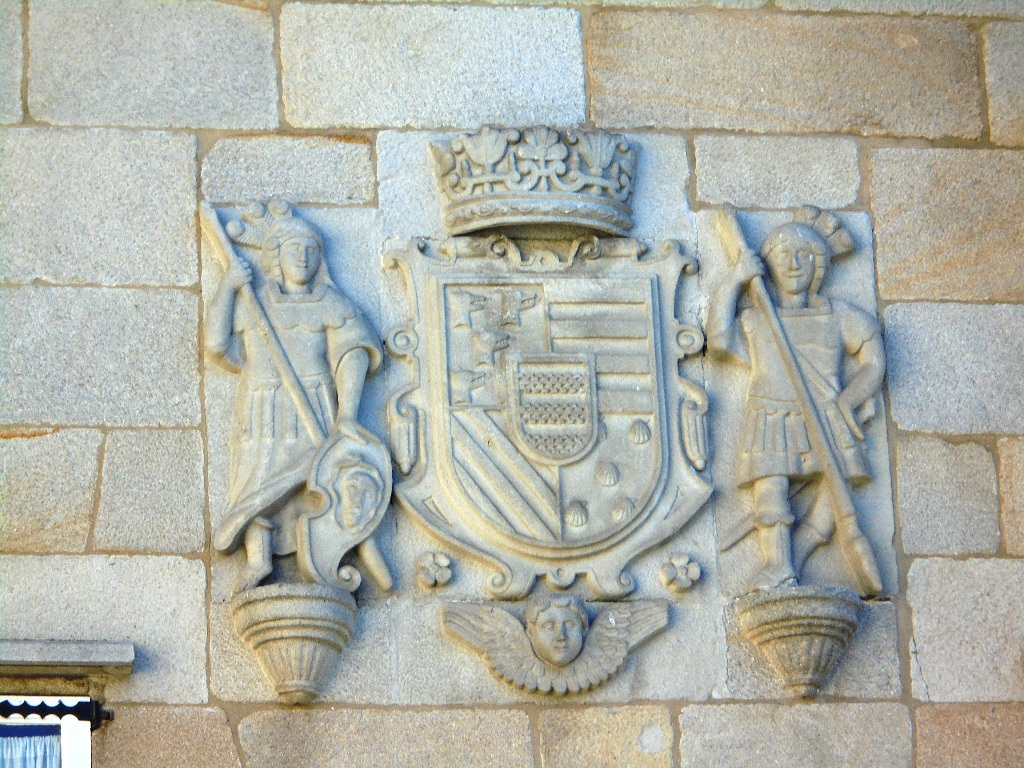
Escudo de armas con sus dos tenantes.

El pazo se construyó a principios del siglo XVIII en estilo barroco frente a la plaza de Teucro, la de más abolengo de la ciudad, que llegó incluso a llamarse plaza del Cantón de Aranda, debido a la importancia de los moradores del pazo.
El pazo, de grandes dimensiones, fue mandado construir por el primer Marqués de Aranda, Francisco de Aranda Quintanilla y Mendoza quien también ostentó el cargo de Alcalde Mayor del Reino de Galicia. El pazo fue la residencia del marqués de Aranda consorte, Gaspar Antonio Mosquera Pimentel y Sotomayor, nacido en 1674, que contrajo matrimonio con María Teresa de Aranda y Mendoza, quien poseía el título de segunda marquesa de Aranda. Los marqueses de Aranda eran también marqueses de Guimarey. El marqués consorte Gaspar Antonio Mosquera tuvo diversos cargos a lo largo de su vida como los de capitán de granaderos, juez de la villa de Pontevedra y alcalde ordinario de la ciudad en 1714. Murió en su palacio de la calle Real el 13 de julio de 1757.
El pazo tenía originalmente dos torres almenadas, en los extremos norte y sur. La torre almenada del lado norte se conectaba a la casa frente a ella, en lo que hoy es la calle Marqués de Aranda, mediante una estructura techada y con ventana, sustentada por un arco, que se extendía desde el pazo y que funcionaba como un puente de comunicación hacia el edificio opuesto.
El pazo fue también ocupado por miembros de otros linajes que emparentaron con los Aranda, que eran originarios de Castilla, por medio de matrimonios: los Mosquera, Pimentel, Villar y Sotomayor.
En el siglo XX el pazo albergó el Colegio Estudio, que se trasladó posteriormente al barrio de La Caeira. Después, el interior del pazo fue reformado para la construcción de viviendas.

## Descripción
Se trata de un pazo urbano de planta baja y tres pisos, con una planta trapezoidal. El pazo ocupa una manzana con fachadas que se abren a las calles Real y Marqués de Aranda y actúa como cierre de la plaza de Teucro. La tercera fachada, en el lado norte, da a una plazuela en la que se encuentra la Fuente de los Tornos, que se instaló en el siglo XVI en reemplazo de una fuente más antigua.
La fachada principal en la calle Real, presenta múltiples ventanas y puertas balconeras. Sobresale su torre almenada, reconstruida en el siglo XX, que se alza en el extremo norte del pazo ante la fuente de los Tornos.
En su fachada principal destaca un escudo de armas con dos tenantes, único en la ciudad. Los tenantes representados por dos guerreros clásicos a ambos lados del escudo lo sostienen y custodian al tiempo que infunden respeto a los que contemplan las armas. Empuñan lanzas, que uno de ellos apoya en un pequeño escudo. El escudo de armas presenta las armas de los Mosquera, Villar, Pimentel y Sotomayor y está rematado por la corona de los marqueses. Bajo la punta el escudo está adornado por un angelote. El escudo de armas corresponde a Gaspar de Mosquera Pimentel y Sotomayor, casado con Teresa Aranda.
Bajo la torre almenada del pazo, se encuentra desde principios del siglo XX Casa Bravo, un clásico del comercio en la ciudad y uno de los pocos establecimientos tradicionales que quedan en Pontevedra especializado en la venta de productos de marroquinería, maletas, complementos de cuero, bolsos, monederos y sombreros.

## Galería de imágenes

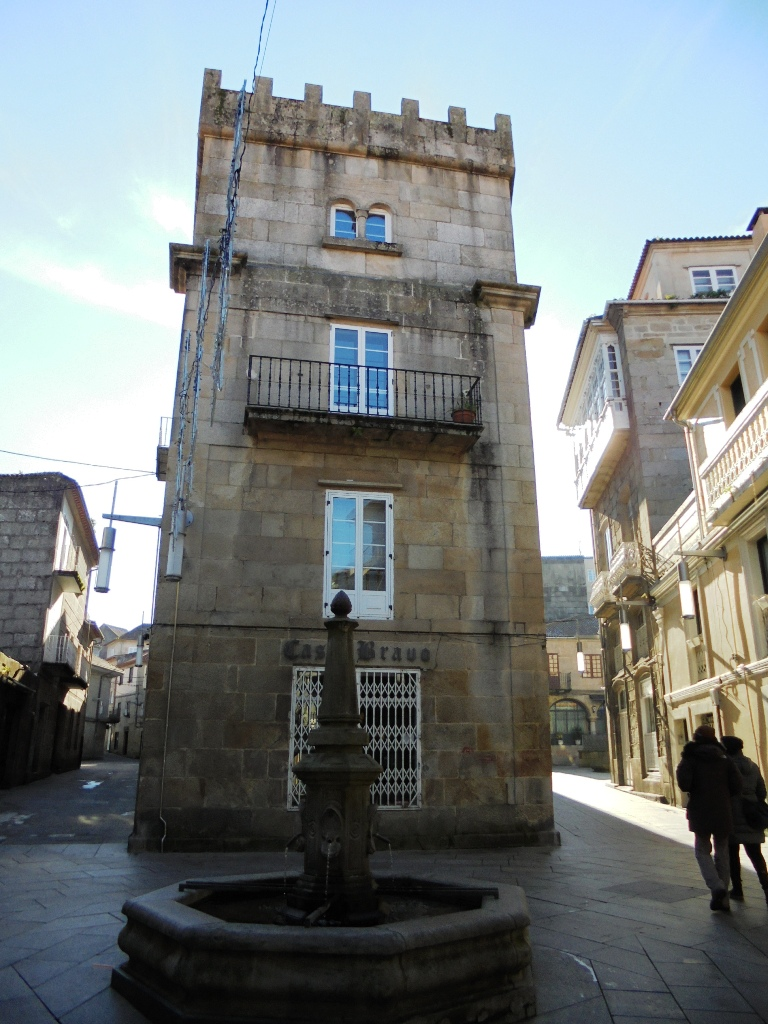
Torre almenada del pazo.